# 9079 Gesner
9079 Gesner este un asteroid din centura principală de asteroizi.

## Descriere
9079 Gesner este un asteroid din centura principală de asteroizi. A fost descoperit pe 10 august 1994 la Observatorul La Silla de Eric Walter Elst. El prezintă o orbită caracterizată de o semiaxă mare de 2,99 ua, o excentricitate de 0,07 și o înclinație de 10,4° în raport cu ecliptica.